# Лавська сільська рада
Ла́вська сільська́ ра́да — адміністративно-територіальна одиниця та орган місцевого самоврядування в Сосницькому районі Чернігівської області. Адміністративний центр — село Лави.

## Загальні відомості
Лавська сільська рада утворена у 1987 році.
- Територія ради: 49,38 км²
- Населення ради: 645 осіб (станом на 2001 рік)

## Населені пункти
Сільській раді підпорядковані населені пункти:
- с. Лави
- с. Лозова

## Склад ради
Рада складалася з 14 депутатів та голови.
- Голова ради: Романенко Анатолій Григорович
- Секретар ради: Бідна Ольга Іванівна

### Керівний склад попередніх скликань
| Прізвище, ім'я, по батькові   | Основні відомості                                                         | Дата обрання | Дата звільнення |
| ----------------------------- | ------------------------------------------------------------------------- | ------------ | --------------- |
| Романенко Анатолій Іванович   | Сільський голова, 1954 року народження                                    | 26.03.2006   | 31.10.2010      |
| Романенко Анатолій Григорович | Сільський голова, 1954 року народження, освіта вища, член Партії регіонів | 31.10.2010   |                 |

Примітка: таблиця складена за даними сайту Верховної Ради України

### Депутати
За результатами місцевих виборів 2010 року депутатами ради стали:

#### За суб'єктами висування
| Суб'єкт висування                 | Кількість обраних депутатів | %    |
| --------------------------------- | --------------------------- | ---- |
| Партія регіонів                   | 11                          | 78,6 |
| Політична партія «Сильна Україна» | 3                           | 21,4 |

#### За округами
| № округу                          | Прізвище, ім'я, по батькові     | Дата визнання обраним | Освіта             | Партійна приналежність                  | Відомості про обраного депутата     |
| --------------------------------- | ------------------------------- | --------------------- | ------------------ | --------------------------------------- | ----------------------------------- |
| Партія регіонів                   |                                 |                       |                    |                                         |                                     |
| 1                                 | Бойко Микола Іванович           | 04.11.2010            | середня            | член Партії регіонів                    | ПСП «Лавське», завідувач СТФ        |
| 2                                 | Штакал Петро Іванович           | 04.11.2010            | середня            | позапартійний                           | ПСП «Лавське», робітник             |
| 4                                 | Стельмах Наталія Андріївна      | 04.11.2010            | середня            | позапартійна                            | пенсіонер                           |
| 6                                 | Шумна Наталія Федорівна         | 04.11.2010            | середня            | позапартійна                            | пенсіонер                           |
| 7                                 | Федорець Віра Антонівна         | 04.11.2010            | середня            | позапартійна                            | тимчасово не працює                 |
| 8                                 | Скляр Анатолій Миколайович      | 04.11.2010            | середня            | член Партії регіонів                    | тимчасово не працює                 |
| 9                                 | Скирта Наталія Петрівна         | 04.11.2010            | середня            | позапартійна                            | ПСП «Лавське», доярка               |
| 10                                | Розумієнко Григорій Федосійович | 04.11.2010            | середня            | позапартійний                           | ПСП «Лавське», завідувач складу     |
| 11                                | Грищенко Михайло Михайлович     | 04.11.2010            | середня спеціальна | позапартійний                           | пенсіонер                           |
| 12                                | Розумієнко Олексій Григорович   | 04.11.2010            | середня спеціальна | позапартійний                           | тимчасово не працює                 |
| 14                                | Бідна Ольга Іванівна            | 04.11.2010            | вища               | позапартійна                            | Лавська сільська рада, секретар     |
| Політична партія «Сильна Україна» |                                 |                       |                    |                                         |                                     |
| 3                                 | Скляр Ніна Миколаївна           | 04.11.2010            | середня спеціальна | член Політичної партії «Сильна Україна» | сільська бібліотека, завідувачка    |
| 5                                 | Скирта Микола Олександрович     | 04.11.2010            | середня            | член Політичної партії «Сильна Україна» | тимчасово не працює                 |
| 13                                | Розумієнко Наталія Миколаївна   | 04.11.2010            | середня спеціальна | член Політичної партії «Сильна Україна» | відділ поштового зв'язку, листоноша |